# 2025년 1월 죽음
다음은 2025년 1월에 사망한 저명한 인물 목록이다.
- 1월 1일
  - 대한민국의 축구선수 노행석
  - 영국의 소설가 데이비드 로지
  - 영국의 중국학자 마이클 뢰베
- 1월 2일
  - 대한민국의 기업인 이경찬
  - 미국의 군인 제임스 R. 호그
  - 스페인의 정치인 프란세스크 안티크
  - 헝가리의 체조선수 켈레티 아그네시
- 1월 3일
  - 대한민국의 통계학자 김재주
  - 미국의 산악학자 리처드 B. 헤이스
  - 대한민국의 배우 송일근
  - 대한민국의 법조인 최상엽
  - 일본의 건축가 하라 히로시
- 1월 4일 - 프랑스의 지구화학자 클로드 알레그르
- 1월 5일
  - 독일의 체스선수 로베르트 휘브너
  - 그리스의 정치인 코스타스 시미티스
  - 대한민국의 소설가 이회성
- 1월 6일
  - 대한민국의 정치인 김중태
  - 미국의 철학자 로버트 폴 울프
  - 대한민국의 정치인 윤주영
- 1월 7일
  - 프랑스의 정치인 장마리 르펜
  - 대한민국의 성우 유호한
  - 튀르키예의 바이올린연주자 아이라 에르두란
- 1월 8일
  - 대한민국의 금융인 이혁진
  - 이탈리아의 축구선수 파비오 쿠디치니
- 1월 9일 - 미국의 영화배우 빌 바이제
- 1월 10일
  - 대한민국의 광물학자 김수진
  - 홍콩의 정치인 시우카춘
- 1월 12일
  - 미국의 영화배우 레슬리 찰슨
  - 미국의 영화배우 클로드 자먼 주니어
- 1월 14일 - 대한민국의 농민운동가 조한규
- 1월 15일
  - 미국의 농구선수 거스 윌리엄스
  - 미국의 영화감독 데이비드 린치
  - 프랑스의 영화감독 자노 슈와르크
  - 대한민국의 성우 이재명
- 1월 16일
  - 미국의 스포츠 해설자 밥 유커
  - 잉글랜드의 영화배우 조앤 플로라이트
- 1월 17일
  - 스코틀랜드의 축구선수 데니스 로
  - 몽골의 제1대 대통령 폰살마깅 오치르바트
  - 미국의 작가 줄스 파이퍼
- 1월 18일 - 이스라엘의 영화배우 지브 레바치
- 1월 20일
  - 프랑스의 영화감독 베르트랑 블리에
  - 잉글랜드의 록 가수 존 사이크스
  - 미국의 단거리선수 프레드 뉴하우스
- 1월 21일
  - 대한민국의 정치인 손창완
  - 엘살바도르의 제65대 대통령 마우리시오 푸네스
  - 캐나다의 연주자 가스 허드슨
- 1월 22일
  - 포르투갈의 정치인 바스코 조아큄 로차 비에이라
  - 대한민국의 가수 한명숙
- 1월 23일 - 폴란드의 수학자 얀 미치엘스키
- 1월 24일
  - 그리스의 축구인 미미스 도마조스
  - 대한민국의 정치인 박재욱
- 1월 25일
  - 대한민국의 공무원 김재철
  - 필리핀의 영화배우 글로리아 로메로
  - 일본의 경영학자 노나카 이쿠지로
  - 미국의 육상선수 그레그 벨
- 1월 27일
  - 멕시코의 영화배우 알마 로사 아기레
  - 대한민국의 작가 윤대성
  - 대한민국의 배우 장미자
  - 대한민국의 시인 조기호
  - 인도네시아의 영화배우 에밀리아 콘테사
- 1월 28일 - 독일의 영화배우 호르스트 얀존
- 1월 29일
  - 이라크의 준군사 조직원 살완 모미카
  - 영국의 가톨릭 주교 리처드 윌리엄슨
- 1월 30일
  - 대한민국의 여성부 차관 김성진
  - 미국의 피겨스케이팅선수 딕 버튼
  - 파푸아뉴기니의 정치인 줄리어스 찬
  - 영국의 가수 메리앤 페이스풀